# Restes de Cas Toro
Les restes de Cas Toro és un jaciment prehistòric situat a la finca anomenada Cas Toro, segregació de la possessió de sa Torre del municipi de Llucmajor, Mallorca.
Formen aquestes restes un conjunt de navetes i d'altres construccions de difícil identificació a causa de l'espessa vegetació del lloc. L'altura màxima de les estructures se situa a la naveta meridional, al voltant d'1,20 metres. Aquest jaciment es troba envoltat de quatre tanques on no hi ha vegetació i el terreny, a diferència del del jaciment, és completament pla. Hi ha escassa presència ceràmica en superfície.